# Holmenkollbakken
Holmenkollbakken (powszechnie: Holmenkollen, od nazwy dzielnicy) – duża skocznia narciarska w norweskim Oslo o rozmiarze HS-134 m.

## Historia

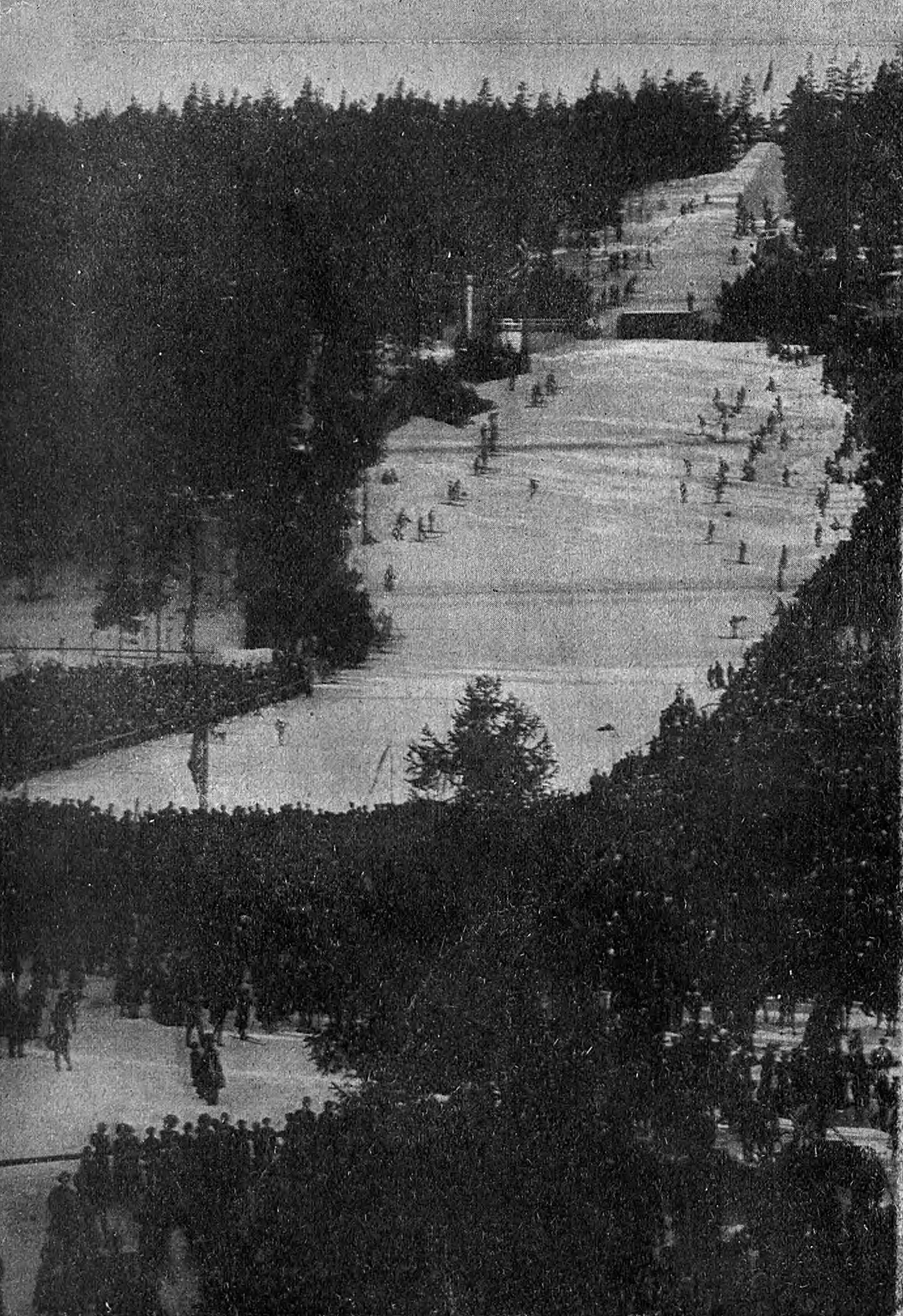
Zawody na skoczni w 1914

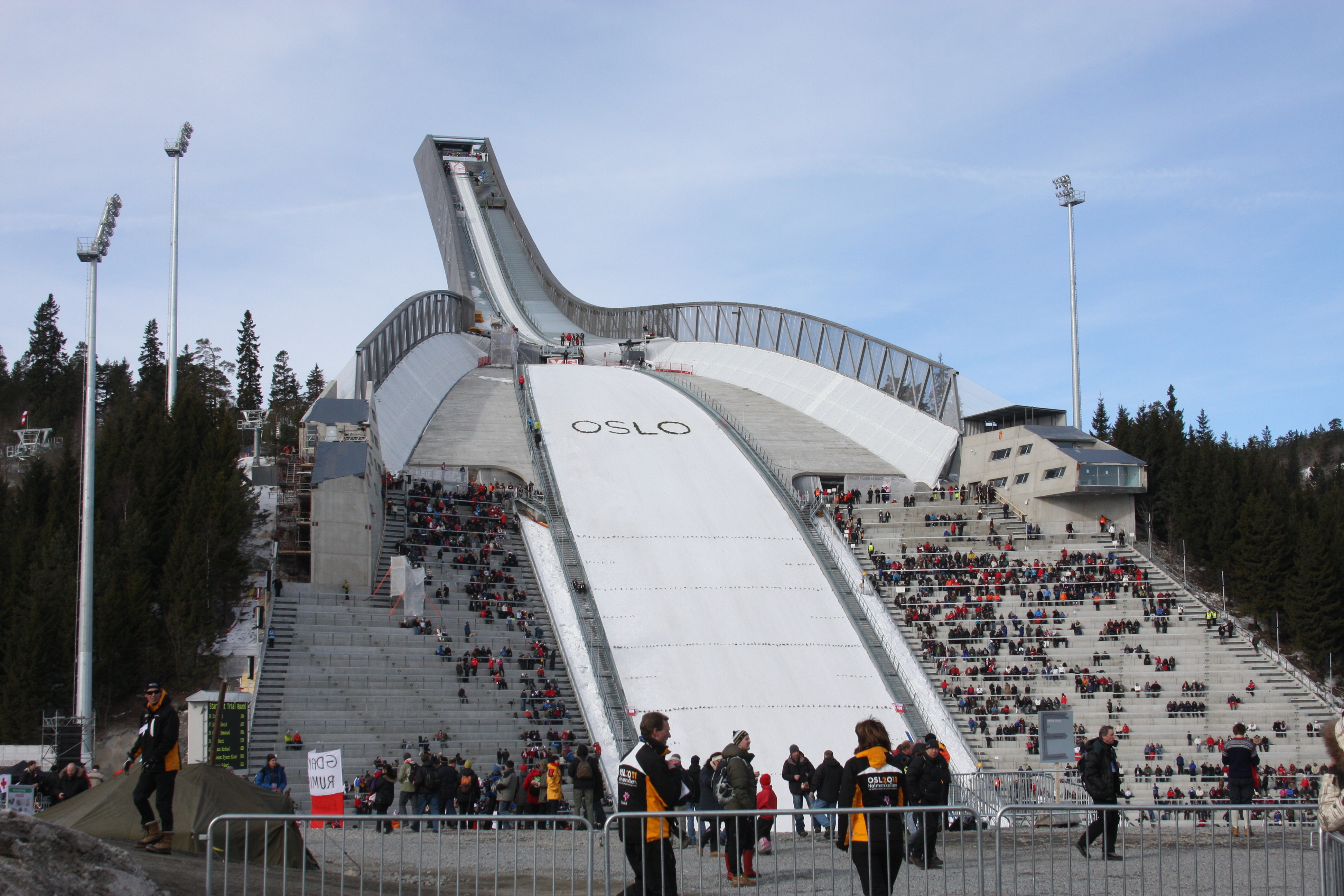

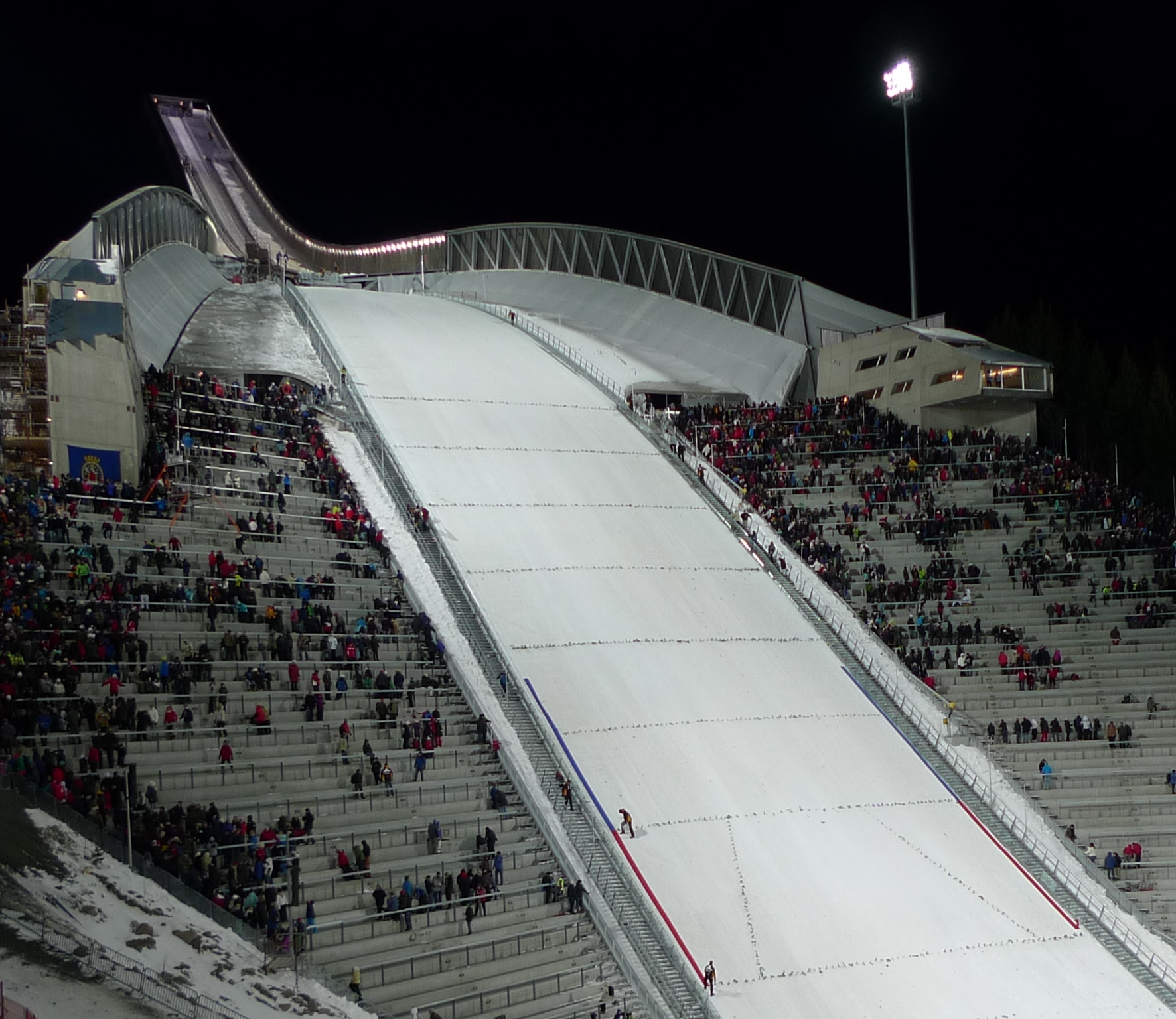

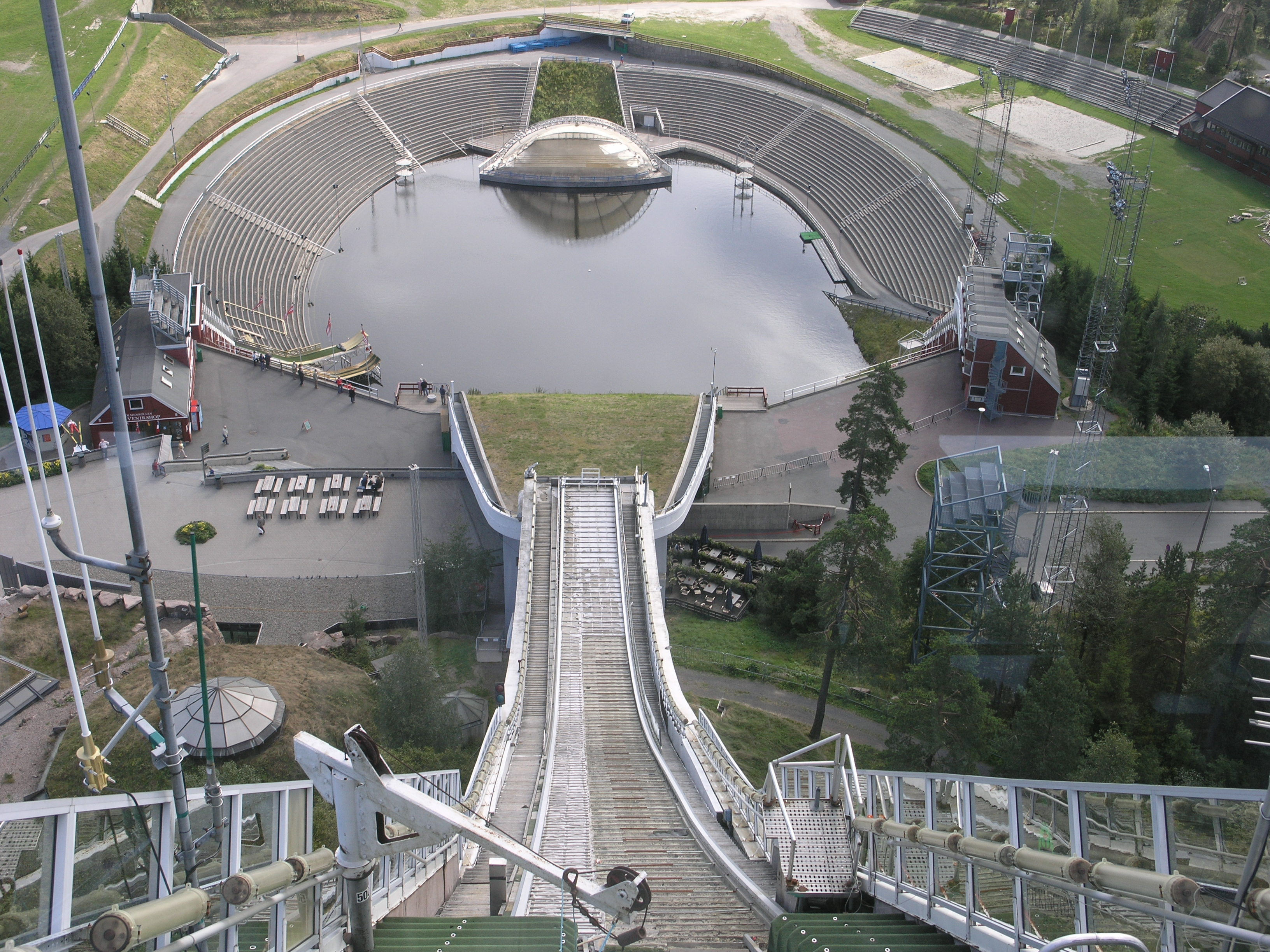
Widok z wieży Holmenkollbakken:
latem w niecce dojazdu skoczni urządzany był basen

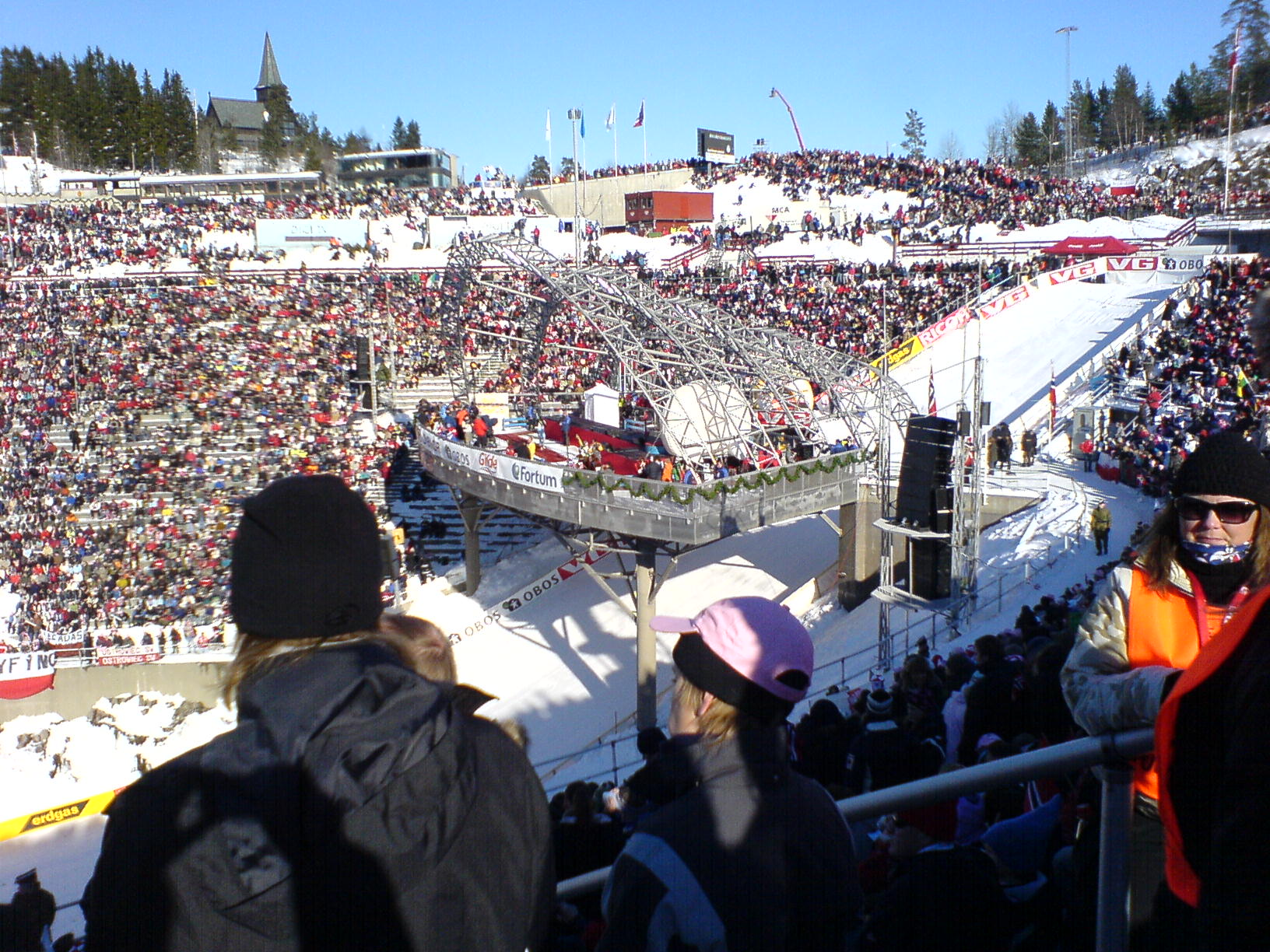
Puchar Świata w skokach narciarskich 2006 - zawody na skoczni Holmenkollbakken

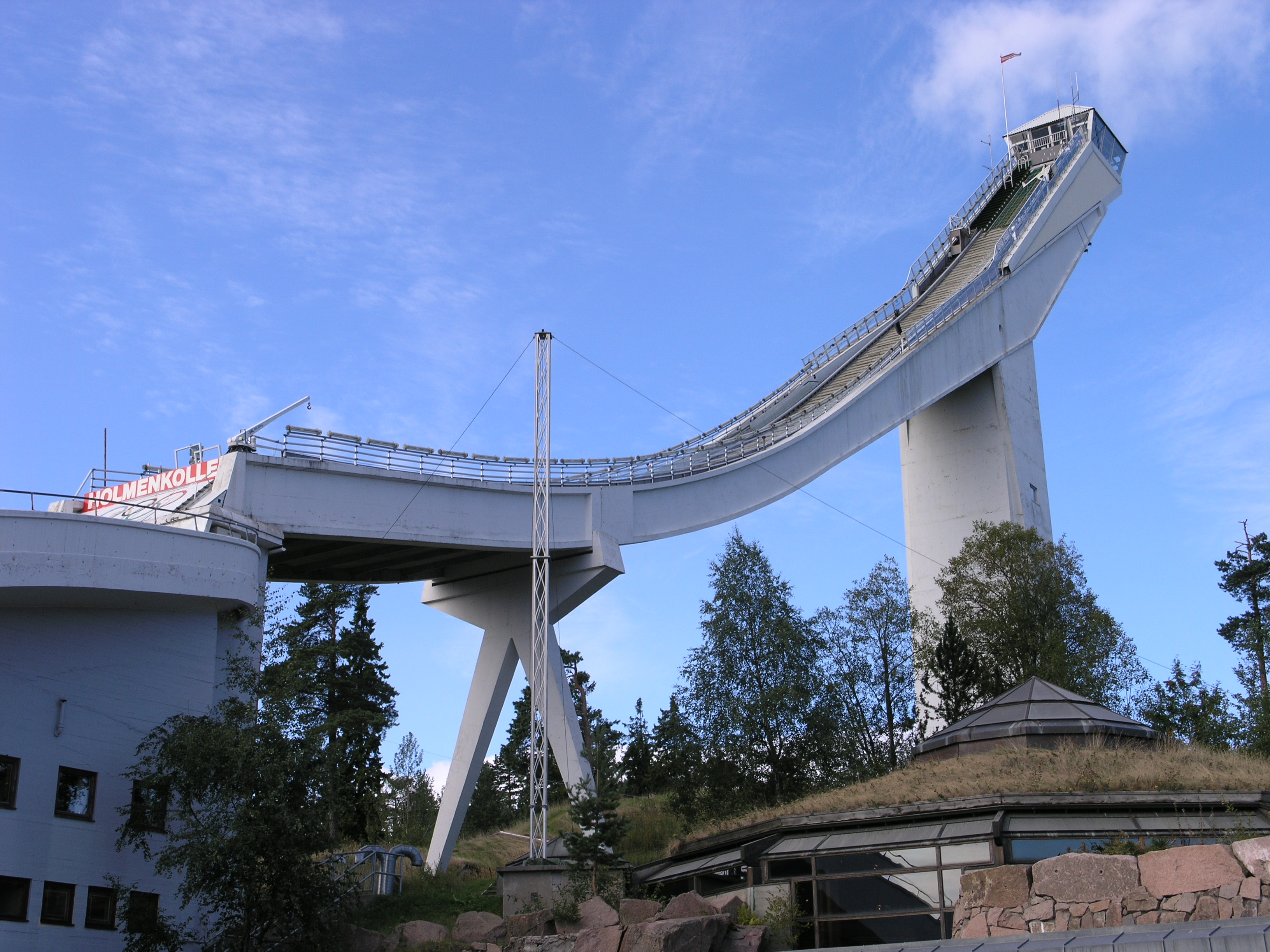
Rozbieg starej skoczni Holmenkollbakken

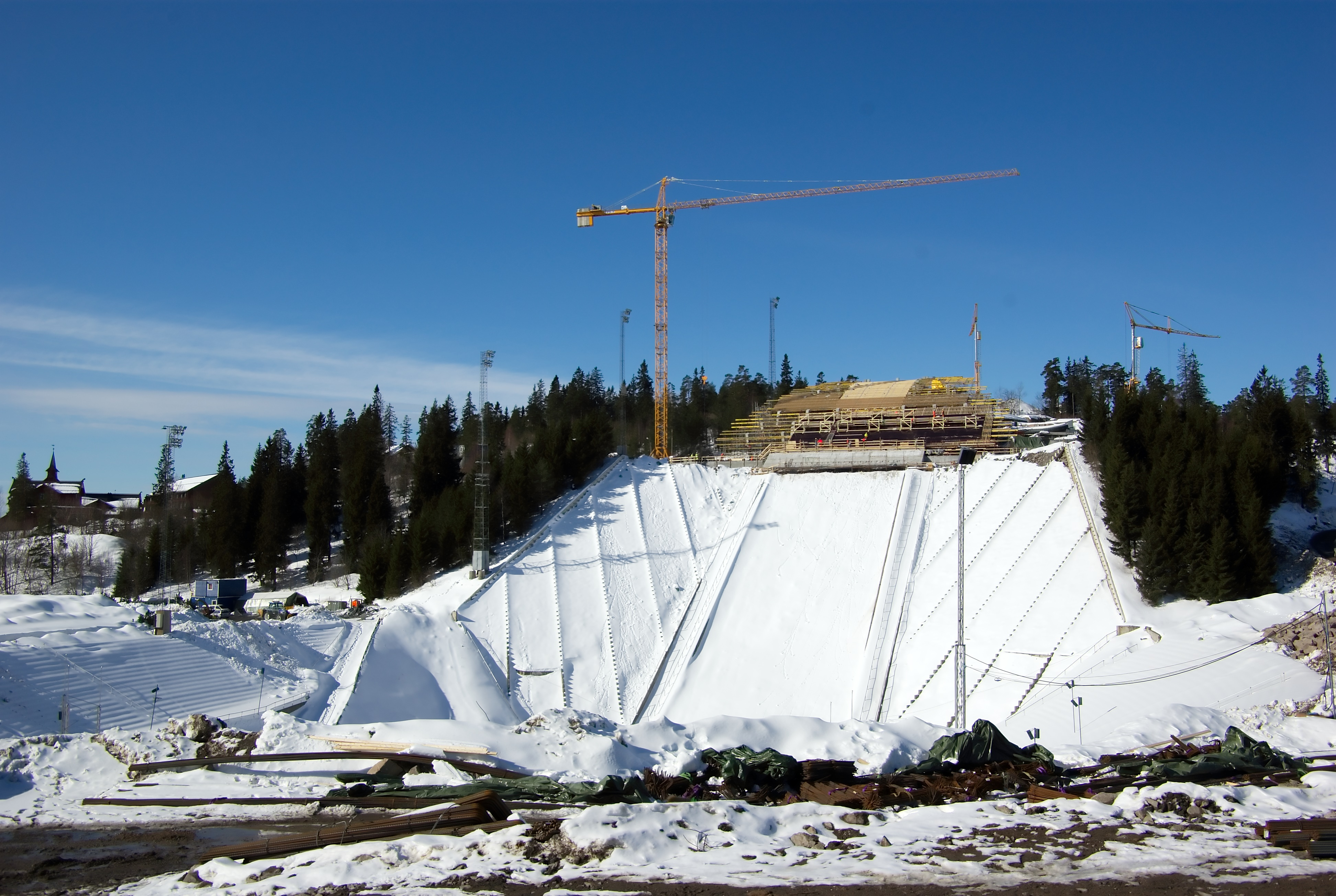
Holmenkollbakken w budowie (marzec 2009)

Poprzedniczką skoczni była skocznia Husebybakken, gdzie już w latach 1879-1891 odbywały się zawody zwane Husebyrennet. Właściwa Holmenkollbakken została zbudowana w 1892 roku, a najdłuższy skok wtedy na niej oddany mierzył 21,5 metra. Z biegiem lat skocznia była przebudowywana, a konstrukcja skoczni stawała się coraz bardziej skomplikowana.
W 1952 r. Holmenkollen gościło uczestników igrzysk olimpijskich. Specjalnie na tę okazję zbudowano pod skocznią stałe trybuny oraz loże sędziowskie, a bicie rekordów należało do publiczności, która zjawiła się w liczbie ponad stu tysięcy.
Kolejne modernizacje miały miejsce przed następnymi dużymi wydarzeniami: MŚ w 1966 i 1982 roku. Ostatnich zmian dokonano w 1992, kiedy Holmenkollbakken świętowała swoje setne urodziny. W sumie była ona przebudowywana osiemnaście razy i przeszła długą historię, od prostej, kilkunastometrowej konstrukcji do oświetlonego obiektu, na którym można skakać ponad 140 metrów.
Wygląd skoczni był nietypowy. Wzgórze Holmenkollen jest zbyt niskie, by pomieścić dużą skocznię, więc część zeskoku znajdowała się na sztucznie dobudowanym wzniesieniu (w budynku pod spodem znajdowało się Muzeum Narciarstwa). Natomiast wybieg i część stadionu znajdowały się w dużym wykopie. Skocznia nie posiadała jednak igelitu więc skoczkowie skakać mogli na niej tylko zimą. Ponadto skocznia latem była wypełniana wodą prawie do punktu K.
Polski skoczek Adam Małysz pięciokrotnie triumfował na tej skoczni w konkursach Pucharu Świata (1996 – jednocześnie jego pierwsze w karierze zwycięstwo w PŚ, 2001, 2003, 2006 i 2007) - najwięcej w historii Holmenkollbakken. Za ten wyczyn został nagrodzony medalem Holmenkollen, a on sam został okrzyknięty "królem Holmenkollen".
W 2005 roku władze Oslo podjęły decyzję o zburzeniu zabytkowej skoczni i wybudowaniu na jej miejsce nowoczesnego obiektu. 9 marca 2008 odbył się ostatni konkurs w historii na tym obiekcie. Zwycięzcą ostatnich zawodów na zabytkowej skoczni został 18-letni wówczas Austriak Gregor Schlierenzauer. Jesienią 2008 roku rozpoczęła się rozbiórka skoczni, a na jej miejscu powstał nowy obiekt o punkcie konstrukcyjnym usytuowanym na 120. metrze i rozmiarze 134 m.
3 marca 2010 nastąpiło oficjalne otwarcie skoczni. Pierwszy oficjalny skok oddała Anette Sagen. Norweżka uzyskała 106,5 metra. Dzień wcześniej odbył się nieoficjalny trening, podczas którego pierwszy skok oddał Bjørn Einar Romøren.
Pierwsze zawody Pucharu Świata na przebudowanej skoczni Holmenkollbakken odbyły się 14 marca 2010 w ramach Turnieju Nordyckiego, natomiast wcześniej w Oslo odbyły się zawody Pucharu Kontynentalnego.
Skocznia została wyposażona w sztuczne oświetlenie, co umożliwia rozgrywanie konkursów wieczornych. Na szczycie skoczni utworzono platformę widokową, z panoramą na Oslo oraz okoliczne tereny. Uroczystego otwarcia skoczni dokonały władze państwa na czele z królem Haraldem V. Trybuny przy skoczni zostały rozlokowane bardzo podobnie, jak dotychczasowo.
Na skoczni odbyły się konkursy skoków w ramach Mistrzostw Świata w 2011 roku. Areną tych mistrzostw była również normalna skocznia Midtstubakken.

## Dane techniczne obiektu
- Punkt konstrukcyjny: 120 m
- Wielkość skoczni (HS): 134 m
- Punkt sędziowski: 134 m
- Oficjalny rekord skoczni: 144,0 m - Robert Johansson (09.03.2019)
- Długość rozbiegu: 90,35 m
- Nachylenie rozbiegu: 36°
- Długość progu: 6,6 m
- Nachylenie progu: 11°
- Wysokość progu: 3 m
- Nachylenie zeskoku: 33,2°
- Średnia prędkość na rozbiegu: ok. 94,7 km/h
- Trybuny: 30 000 widzów

## Rekordziści Holmenkollbakken[3]
| Lp. | Data             | Zawodnik           | Odległość | Zawody                  | Uwagi               |
| --- | ---------------- | ------------------ | --------- | ----------------------- | ------------------- |
| 1.  | 1892             | Arne Ustvedt       | 21,5 m    | b.d.                    |                     |
| 2.  | 1896             | Cato Aall          | 24,5 m    | b.d.                    |                     |
| 3.  | 1909             | Leif Berg          | 31,0 m    | b.d.                    |                     |
| 4.  | 1918             | Josef Henriksen    | 42,0 m    | b.d.                    |                     |
| 5.  | 1929             | Arvid Smedsrud     | 50,0 m    | b.d.                    |                     |
| 6.  | 1939             | Sven Selånger      | 62,0 m    | b.d.                    |                     |
| 7.  | 1947             | Olav Stavik        | 70,0 m    | b.d.                    |                     |
| 8.  | 1962             | Toralf Engan       | 80,5 m    | Zawody FIS              |                     |
| 9.  | 1968             | Bjørn Wirkola      | 91,0 m    | Zawody FIS              |                     |
| 10. | 1980             | Tom Levorstad      | 105,0 m   | Puchar Świata           |                     |
| 11. | 1980             | Ole Bremseth       | 108,5 m   | Puchar Świata           |                     |
| 12. | 1981             | Primož Ulaga       | 109,5 m   | Puchar Świata           |                     |
| 13. | 1985             | Heiko Hunger       | 110,5 m   | Puchar Świata           |                     |
| 14. | 1992             | Jon Inge Kjørum    | 113,5 m   | Puchar Świata           |                     |
| 15. | 1992             | Steinar Solhaug    | 114,5 m   | Puchar Świata           |                     |
| 16. | 1994             | Mario Stecher      | 126,5 m   | Puchar Świata           |                     |
| 17. | 1997             | Håvard Lie         | 127,0 m   | Puchar Świata           |                     |
| 18. | 1999             | Olav Magne Dønnem  | 131,0 m   | Puchar Świata           |                     |
| 19. | 12 marca 2000    | Sven Hannawald     | 132,5 m   | Puchar Świata           |                     |
| 20. | 13 marca 2005    | Andreas Widhölzl   | 134,0 m   | Puchar Świata           |                     |
| 21. | 25 stycznia 2006 | Tommy Ingebrigtsen | 136,0 m   | Mistrzostwa Norwegii    | rekord nieoficjalny |
| 22. | 3 marca 2010     | Rune Velta         | 141 m     | otwarcie skoczni        | rekord nieoficjalny |
| 23. | 14 marca 2010    | Andreas Kofler     | 139,5 m   | Puchar Świata           |                     |
| 24. | 14 marca 2010    | Adam Małysz        | 142 m     | PŚ (seria próbna)       | rekord nieoficjalny |
| 25. | 8 lutego 2011    | Anders Jacobsen    | 142,5 m   | Mistrzostwa Norwegii    | rekord nieoficjalny |
| 26. | 5 marca 2011     | Andreas Kofler     | 141,0 m   | Mistrzostwa Świata      |                     |
| 27. | 9 marca 2019     | Robert Johansson   | 144,0 m   | Puchar Świata (Raw Air) |                     |